# Y Combinator
Y Combinator (často zkracováno jako YC) je americký akcelerátor poskytující počáteční (seed) financování pro startupy. Byl založen v březnu 2005 Paulem Grahamem, Jessicou Livingston, Trevorem Blackwellem a Robertem Tappanem Morrisem. Y Combinator je považován za jeden z nejprestižnějších a nejúspěšnějších startupových akcelerátorů na světě.
Program Y Combinatoru poskytuje startupům financování, mentoring od zkušených podnikatelů a investorů a přístup k rozsáhlé síti kontaktů. Program vrcholí tzv. Demo dnem, kde startupy prezentují své projekty vybraným investorům. Y Combinator udržuje rozsáhlou veřejnou databázi společností, které prošly jeho programem. Tato je dostupná na jeho webových stránkách.
Mezi nejznámější společnosti, které prošly programem Y Combinator, patří Airbnb, Dropbox, Stripe, Reddit, Coinbase či DoorDash.

## Historie
Y Combinator byl založen v březnu 2005 v Cambridge v Massachusetts Paulem Grahamem, Jessicou Livingston, Trevorem Blackwellem a Robertem Tappanem Morrisem.  Původní myšlenkou bylo poskytnout malým skupinám zakladatelů dostatek peněz na to, aby se mohli plně věnovat rozvoji svých nápadů během několika měsíců, podobně jako letní brigáda.
První "várka" (batch) startupů prošla programem v létě 2005. Krátce poté se Y Combinator přesunul do Silicon Valley v Kalifornii, nejprve do Mountain View a později do San Francisca, aby byl blíže centru technologického dění a investorům. V roce 2019 se Y Combinator vrátil do Mountain View. 
V průběhu let Y Combinator několikrát upravil svou standardní investiční nabídku. Původně nabízel menší částky za větší podíl, postupně se podmínky měnily. Například v roce 2022 oznámil navýšení standardní investice na 500 000 USD.

### Vedení
- Paul Graham (2005–2014)[2]
- Sam Altman (2014–2019)[10]
- Geoff Ralston (2019–2022)[11]
- Garry Tan (od ledna 2023)[12]

## Program
Y Combinator provozuje od roku 2024 čtyři hlavní várky ročně. Program je velmi intenzivní a zaměřuje se na rychlý vývoj produktu a růst společnosti. 

### Průběh
Přijaté startupy se obvykle (s rostoucím důrazem na vzdálený, vurtuální přístup) účastní programu, který zahrnuje setkání s významnými osobnostmi technologického světa, které sdílejí své zkušenosti. Dále Y Combinator poskytuje konzultace (Office Hours) – individuální nebo skupinové schůzky s partnery YC, kde řeší konkrétní problémy a strategii. Program vrcholí demo dnem, kde startupy prezentují své pokroky a plány pečlivě vybranému publiku investorů. Cílem Demo dne je pomoci startupům získat další financování. 

### Investiční podmínky
Standardní investiční nabídka Y Combinatoru se v čase měnila. K roku 2025 Y Combinator investuje 500 000 USD. Tato částka je rozdělena na dvě části. $125 000 USD za 7 % podílu ve společnosti na post-money SAFE (Simple Agreement for Future Equity) a $375 000 USD na konvertibilní jistinu (Uncapped SAFE with Most Favored Nation "MFN" provision). To znamená, že tato částka se převede na podíl za stejných podmínek jako u investorů v dalším kvalifikovaném kole financování, přičemž YC získá nejvýhodnější podmínky nabídnuté jinému investorovi v daném kole (pokud jsou výhodnější než standardní podmínky SAFE).

### Startup School
Kromě hlavního akceleračního programu nabízí Y Combinator také Startup School, což je bezplatný online kurz a komunita pro začínající podnikatele z celého světa. Startup School poskytuje vzdělávací obsah, poradenství a nástroje pro ty, kteří chtějí založit vlastní společnost, i když nejsou součástí hlavního programu YC.

## Významné společnosti
Y Combinator pomohl odstartovat tisíce společností, z nichž mnohé dosáhly miliardových valuací. Úplný seznam společností je dostupný v databázi Y Combinatoru. Mezi nejznámější patří (v závorce semestr účasti v YC):
- Airbnb (W09) – platforma pro zprostředkování ubytování
- Dropbox (S07) – cloudové úložiště a služba pro sdílení souborů
- Stripe (S10) – platforma pro zpracování online plateb
- Reddit (S05) – sociální síť a diskusní platforma
- Coinbase (S12) – burza pro obchodování s kryptoměnami
- DoorDash (S13) – platforma pro doručování jídla
- Instacart (S12) – služba pro doručování potravin
- Twitch (původně Justin.tv) (S07) – platforma pro živé streamování videa
- Cruise Automation (W14) – společnost vyvíjející autonomní vozidla (koupena General Motors)
- Ginkgo Bioworks (S14) – biotechnologická společnost
- PagerDuty (W10) – platforma pro správu digitálních operací
- Brex (W17) – finančně-technologická společnost
- Zapier (S12) - platforma pro automatizaci webových aplikací
- GitLab (W15) - platforma pro životní cyklus DevOps

## Y Combinator a Česko
Programem Y Combinator prošlo i několik startupů s českými kořeny nebo českými zakladateli. Mezi ně patří například:
- Supernova (W19)[16] - první ryze český startup, který se dostal do Y Combinatoru
- NFTScoring (W22) – platforma pro hodnocení NFT.[17]